# Orient Express Racing Team

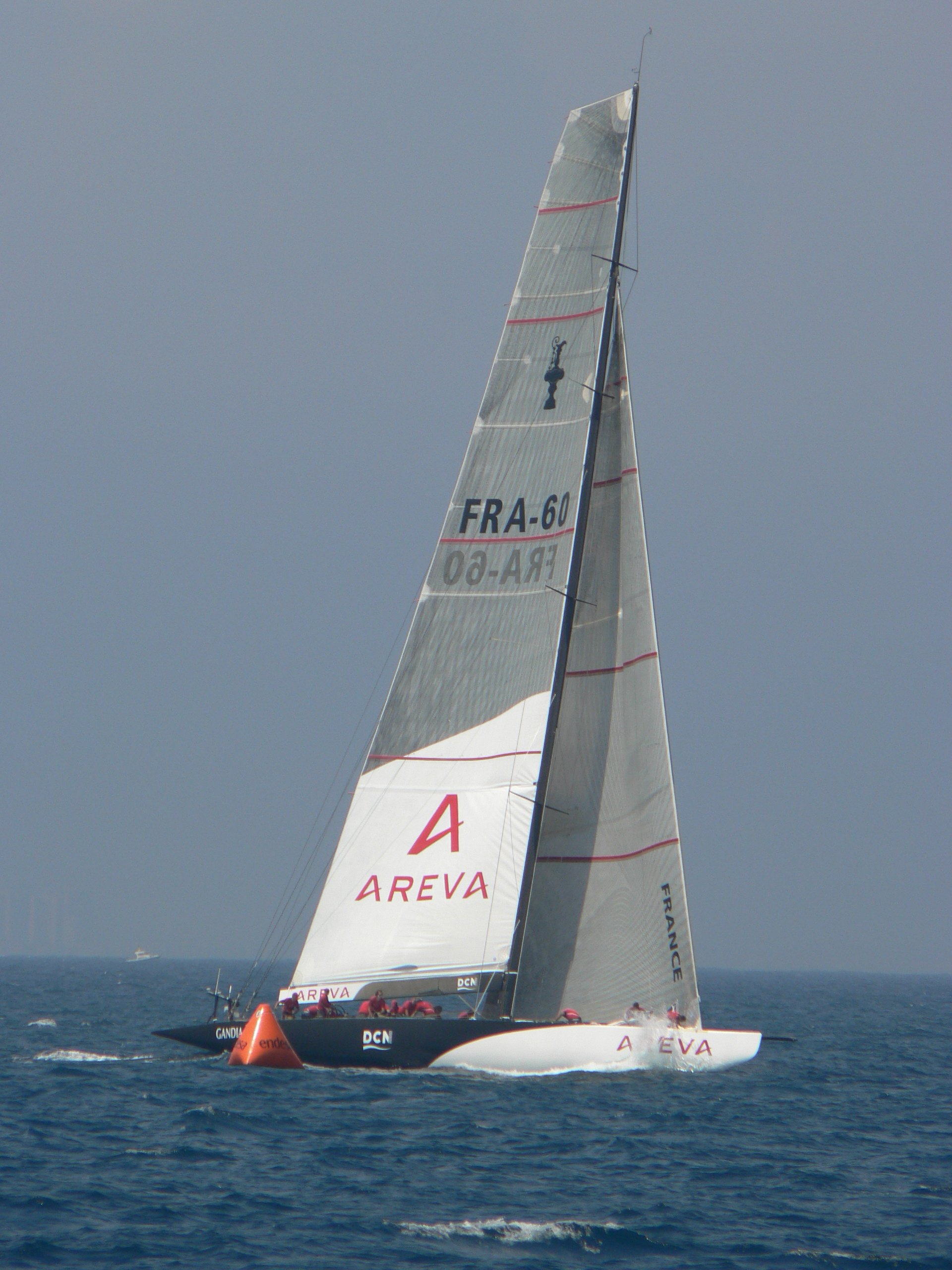
El FRA 60, de la Clase Internacional Copa América, que el equipo compró al Team New Zealand para utilizar como barco de entrenamiento.

El Orient Express Racing Team es un equipo de vela de la Sociedad Náutica de Saint-Tropez. 

## Historia
Fue fundado con el nombre de K-Challenge Racing en 2001 por Stéphan Kandler, dueño junto a su padre Ortwin de K-Yachting (Kandler-Yachting), una empresa de chárter náutico. Dawn Riley fue contratado como director deportivo. En 2005 cambió de denominación a Areva Challenge debido al patrocinio de Areva, y participó en la Copa América de 2007 representando al Círculo de Vela de París. Fue eliminado en las Challenger Selection Series (Copa Louis Vuitton).
En 2009 se incorporó Jochen Schümann al equipo, pasando a navegar bajo la grímpola del Club de Yates de Kiel y cambiando de nombre a ALL4ONE Challenge. Participó en las Series del Pacífico Louis Vuitton disputadas en Auckland en febrero de 2009, y en el Trofeo Louis Vuitton, una serie de cuatro regatas con yates de la clase IACC disputadas entre noviembre de 2009 y noviembre de 2010.
En 2021 Bruno Dubois se unió a Stéphan Kandler como copropietario y tras conseguir el patrocinio de Accor, volvió a cambiar de nombre a Orient Express Racing Team, una de las marcas de Accor. Fue el equipo elegido por la Sociedad Náutica de Saint-Tropez para presentar un desafío en la Copa América de 2024 con Quentin Delapierre como timonel. Cayeron eliminados en la primera ronda de regatas de la Copa Louis Vuitton.